# 팽총의 난
팽총의 난(彭寵-亂)은 중국 후한의 공신 팽총이 어양군을 기반으로 일으킨 반란이다. 팽총은 유수 휘하에서 공을 세웠지만 인사상 홀대와 주부(朱浮)와의 갈등으로 불만을 품고 독자 세력을 형성하였고, 마침내 자립을 선언하고 연왕(燕王)을 칭했다. 그러나 29년 하인의 배신으로 살해되며 반란은 실패로 끝났다.

## 배경
팽총은 현한에서 편장군이자 행어양태수사(어양태수를 대행함)로 어양을 통치한 인물로, 광무제가 경시제의 명령으로 하북 평정에 나섰을 때 하북에서 세력을 떨치고 있던 왕랑의 권고를 무시하고 상곡태수 경황과 함께 초기 광무제의 군사를 지원했다. 팽총이 파견한 인물인 오한과 왕량은 광무제 정권에서 삼공에까지 이르렀다. 팽총은 북방의 전란에서 비교적 안전한 어양군에서 소금과 철의 전매를 통해 곡식을 교환하고 재화를 축적했고, 광무제가 왕랑 정권의 수도 한단을 공격할 때 군량을 공급하기도 했다.
그러나 본디 현한에서는 팽총보다 지위가 낮은 오한과 왕량이 삼공이 되는 동안 팽총은 초기에 건충후로 봉해진 것 외에는 아무런 보상이 없었다. 광무제가 계에 직접 찾아왔을 때에도 팽총은 자기의 예상보다 홀대를 받았다고 느꼈다. 유주목 주부가 옛날 왕망이 재상이었을 때 핵심 측근인 진풍(甄豐)이 왕망이 제위를 손에 넣고서는 불만을 품어 제거된 이야기를 전해, 간접적으로 팽총이 불만을 품은 것을 문제 제기했으나 광무제는 이 의견을 그저 웃어넘기고 팽총의 위험성을 과소 평가했다. 팽총은 스스로 자신의 공적이라면 이성제후왕이 될 만하다고 불만을 토로했다.
주부는 또 팽총과 사이가 나빠 자주 팽총을 참소하고 중상했다. 26년(건무 2년) 봄, 조정에서 팽총에게 입조를 명하자, 팽총은 주부의 중상모략 때문이라고 여기고 주부와 함께 불러달라고 요청했으며, 원래 자기 수하인 오한과 갑연(蓋延) 등에게도 주부가 자신을 모함한 정황을 설명해 자신의 입장을 조정에 설득하고자 했다. 그러나 광무제가 이를 허락하지 않자, 팽총은 더욱 강한 의심을 품었다.
이에 팽총의 아내와, 주부에게 원한을 가진 팽총이 신임하는 관리들 모두 입조를 거부하도록 권했다.

## 발발
광무제는 그제서야 팽총의 종제 자후란경(子后蘭卿)을 보내 팽총을 설득했으나, 팽총은 자후란경을 억류하고 반란을 일으켰다.
팽총은 직접 2만여 군사를 이끌고 주부를 공격하는 한편, 장수들을 나누어 임명하고 광양·상곡·우북평 일대를 공격했다. 광무제는 등륭(鄧隆)을 보내 주부를 구원하게 했는데, 등륭은 노현에 주둔하고 주부는 어양군 옹노현에 주둔해 서로 떨어져 있었다. 팽총은 대군으로 등륭의 앞을 막고 기병 3천으로 등륭의 후방을 공격해 패주시켰으며, 멀리 주둔한 주부는 등륭을 구원하지 못했다.
상곡태수 경황은 팽총의 권유를 거절하고 후한 편에 섰다.
27년, 팽총은 상곡군과 우북평군의 여러 현을 함락했고, 흉노에게 미녀와 재물을 주어 흉노 선우에게서 유격군으로서 기병 7-8천 명의 지원을 받았다. 마침내 계성을 함락했고 연왕(燕王)을 일컬었다.

## 종결
그러나 29년, 팽총의 하인 자밀(子密) 등 세 명이 팽총과 그 아내를 살해하고 후한에 투항했다. 상서 한립(韓立) 등이 팽총의 아들 팽오(彭午)를 옹립하고 자후란경을 장군으로 삼아 저항을 이어나갔으나, 국사 한리(韓利)가 팽오의 목을 베어 정로장군 채준에게 투항하면서 팽총의 난은 종결되었고 팽총의 일족들은 주멸되었다.

## 출전
범엽: 《후한서》 권12 왕유장이팽노열전 중 팽총